# Qualifications pour le Championnat d'Europe masculin de water-polo 2018
Les éliminatoires du Championnat d'Europe masculin de water-polo 2018 se déroulent du 17 mars 2017 au 3 mars 2018, et détermineront les équipes participantes à la phase finale de l'Euro 2018.

## Premier tour

### Classement
| Rang | Équipe             | Pts | J | G | N | P | Bp | Bc | Diff |
| ---- | ------------------ | --- | - | - | - | - | -- | -- | ---- |
| 1    | Suisse             | 9   | 3 | 3 | 0 | 0 | 29 | 22 | +7   |
| 2    | République tchèque | 6   | 3 | 2 | 0 | 1 | 28 | 24 | +4   |
| 3    | Autriche           | 3   | 3 | 1 | 0 | 2 | 34 | 27 | +7   |
| 4    | Bulgarie           | 0   | 3 | 0 | 0 | 3 | 20 | 38 | -18  |

### Matchs
| 17 mars 2017 | Bulgarie | 7 - 16 | Autriche |        |        |
| 19h15        |          |        |          | Prague | Prague |

| 17 mars 2017 | République tchèque | 7 - 8 | Suisse |        |        |
| 21h00        |                    |       |        | Prague | Prague |

| 18 mars 2017 | Suisse | 12 - 7 | Bulgarie |        |        |
| 18h00        |        |        |          | Prague | Prague |

| 18 mars 2017 | République tchèque | 11 - 10 | Autriche |        |        |
| 20h00        |                    |         |          | Prague | Prague |

| 19 mars 2017 | Suisse | 9 - 8 | Autriche |        |        |
| 09h30        |        |       |          | Prague | Prague |

| 19 mars 2017 | République tchèque | 10 - 6 | Bulgarie |        |        |
| 11h30        |                    |        |          | Prague | Prague |

## Deuxième tour

### Groupe A

#### Classement
| Rang | Équipe             | Pts | J | G | N | P | Bp | Bc | Diff |
| ---- | ------------------ | --- | - | - | - | - | -- | -- | ---- |
| 1    | Ukraine            | 9   | 3 | 3 | 0 | 0 | 39 | 22 | +17  |
| 2    | Portugal           | 6   | 3 | 2 | 0 | 1 | 43 | 27 | +16  |
| 3    | Lituanie           | 3   | 3 | 1 | 0 | 2 | 27 | 42 | -15  |
| 4    | République tchèque | 0   | 3 | 0 | 0 | 3 | 22 | 40 | -18  |

### Matchs
| 6 octobre 2017 | Ukraine | 18 - 7 | Lituanie |           |           |
| 16h30          |         |        |          | Rio Maior | Rio Maior |

| 6 octobre 2017 | Portugal | 17 - 9 | République tchèque |           |           |
| 18h30          |          |        |                    | Rio Maior | Rio Maior |

| 7 octobre 2017 | Lituanie | 13 - 8 | République tchèque |           |           |
| 16h00          |          |        |                    | Rio Maior | Rio Maior |

| 7 octobre 2017 | Portugal | 10 - 11 | Ukraine |           |           |
| 18h00          |          |         |         | Rio Maior | Rio Maior |

| 8 octobre 2017 | République tchèque | 5 - 10 | Ukraine |           |           |
| 09h30          |                    |        |         | Rio Maior | Rio Maior |

| 8 octobre 2017 | Portugal | 16 - 7 | Lituanie |           |           |
| 11h30          |          |        |          | Rio Maior | Rio Maior |

### Groupe B

#### Classement
| Rang | Équipe      | Pts | J | G | N | P | Bp | Bc | Diff |
| ---- | ----------- | --- | - | - | - | - | -- | -- | ---- |
| 1    | Biélorussie | 9   | 3 | 3 | 0 | 0 | 32 | 14 | +18  |
| 2    | Israël      | 6   | 3 | 2 | 0 | 1 | 22 | 19 | +3   |
| 3    | Pologne     | 1   | 3 | 0 | 1 | 2 | 19 | 24 | -5   |
| 4    | Suisse      | 1   | 3 | 0 | 1 | 2 | 15 | 31 | -16  |

### Matchs
| 6 octobre 2017 | Biélorussie | 14 - 5 | Suisse |                     |                     |
| 17h00          |             |        |        | Gorzów Wielkopolski | Gorzów Wielkopolski |

| 6 octobre 2017 | Pologne | 7 - 8 | Israël |                     |                     |
| 18h30          |         |       |        | Gorzów Wielkopolski | Gorzów Wielkopolski |

| 7 octobre 2017 | Biélorussie | 9 - 4 | Israël |                     |                     |
| 17h00          |             |       |        | Gorzów Wielkopolski | Gorzów Wielkopolski |

| 7 octobre 2017 | Pologne | 7 - 7 | Suisse |                     |                     |
| 18h30          |         |       |        | Gorzów Wielkopolski | Gorzów Wielkopolski |

| 8 octobre 2017 | Pologne | 5 - 9 | Biélorussie |                     |                     |
| 08h30          |         |       |             | Gorzów Wielkopolski | Gorzów Wielkopolski |

| 8 octobre 2017 | Suisse | 3 - 10 | Israël |                     |                     |
| 10h00          |        |        |        | Gorzów Wielkopolski | Gorzów Wielkopolski |

## Troisième tour
| Équipe 1    | Score   | Équipe 2           | Aller  | Retour  |
| ----------- | ------- | ------------------ | ------ | ------- |
| France      | 30 - 6  | Suisse             | 18 - 1 | 12 - 5  |
| Roumanie    | 37 - 11 | République tchèque | 20 - 5 | 17 - 6  |
| Pologne     | 8 - 44  | Allemagne          | 2 - 21 | 6 - 23  |
| Pays-Bas    | 42 - 13 | Lituanie           | 28 - 7 | 14 - 6  |
| Portugal    | 6 - 25  | Slovaquie          | 4 - 16 | 2 - 9   |
| Géorgie     | 23 - 11 | Israël             | 12 - 1 | 11 - 10 |
| Biélorussie | 17 - 23 | Malte              | 8 - 7  | 9 - 16  |
| Ukraine     | 15 - 18 | Turquie            | 8 - 8  | 7 - 10  |